# Układ współrzędnych 1992

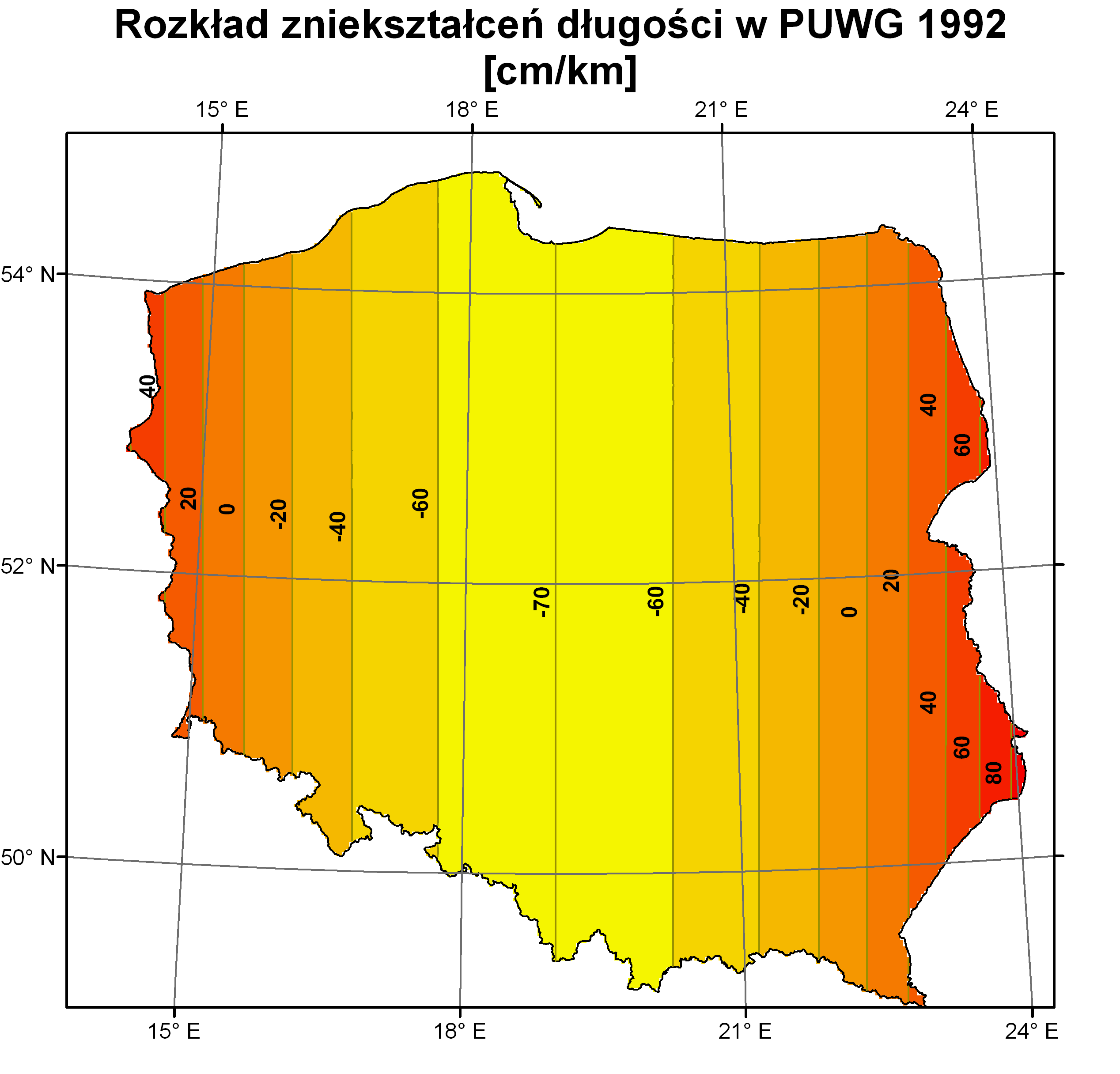
Zniekształcenia długości w układzie 1992

Układ współrzędnych 1992 (Państwowy Układ Współrzędnych Geodezyjnych 1992) – układ współrzędnych płaskich prostokątnych oparty na odwzorowaniu Gaussa-Krügera dla elipsoidy GRS80 w jednej dziesięciostopniowej strefie.
Początkiem układu jest punkt przecięcia południka 19°E z obrazem równika. Południk środkowy odwzorowuje się na linię prostą w skali m0 = 0,9993, na południku środkowym zniekształcenie wynosi –70 cm/km i rośnie do +90 cm/km na skrajnych wschodnich obszarach Polski. Układ stanowi podstawę do sporządzania map w skalach 1:10 000 i mniejszych, ze względu na duże zniekształcenia. Układ ten jest wykorzystywany m.in. do sporządzania Leśnych Map Numerycznych w Lasach Państwowych. Do opracowań w większych skalach (1:5000 i większe) stosuje się układ współrzędnych 2000.
Zgodnie z Rozporządzeniem Rady Ministrów w sprawie państwowego systemu odniesień przestrzennych z dnia 8 sierpnia 2000 był to jedyny układ dla opracowań małoskalowych obowiązujący w Polsce od 1 stycznia 2010 do 29 listopada 2012 - daty wejścia w życie Rozporządzenia Rady Ministrów z dnia 15 października 2012 w sprawie państwowego systemu odniesień przestrzennych.
Od 2012 roku PUWG 1992, zgodnie z państwowym systemem odniesień przestrzennych posiada identyfikator PL-1992. 
| Kod EPSG | 2180 |